# Datenethikkommission
Die Datenethikkommission (DEK) war ein Gremium auf dem Gebiet der Digitalpolitik.
Das Gremium wurde im Sommer 2018 von der deutschen Bundesregierung eingesetzt. Auf der Basis wissenschaftlicher und technischer Expertise soll diese Kommission ethische Leitlinien für den Schutz des einzelnen, die Wahrung des gesellschaftlichen Zusammenlebens und die Sicherung des Wohlstands im Informationszeitalter entwickeln. Bis zum Sommer 2019 sollte die Kommission unter Federführung des Bundesministeriums des Innern, für Bau und Heimat und des Bundesministeriums der Justiz und für Verbraucherschutz einen Entwicklungsrahmen für Datenpolitik, den Umgang mit Algorithmen, künstlicher Intelligenz und digitalen Innovationen vorschlagen sowie Handlungsempfehlungen geben und Regulierungsmöglichkeiten aufzeigen.
Die erste Sitzung der Datenethikkommission hat am 5. September 2018 in Berlin stattgefunden. Die Bundesregierung hat Leitfragen an die Datenethikkommission formuliert. Im Oktober 2019 legte die Kommission ihr Abschlussgutachten vor.

## Mitglieder
- Johanna Haberer, Theologin, Universität Nürnberg-Erlangen
- Marit Hansen, Datenschutzbeauftragte Schleswig-Holstein
- Dirk Heckmann, Rechtswissenschaftler, Universität Passau
- Dieter Kempf, Vorsitzender des Bundesverbandes der Deutschen Industrie
- Mario Martini, Rechts- und Verwaltungswissenschaftler, Deutsches Forschungsinstitut für öffentliche Verwaltung Speyer
- Paul Nemitz[4], Hauptberater in der EU-Kommission, Generaldirektion Justiz und Verbraucherschutz
- Sabine Sachweh, Professorin für Softwaretechnik, Fachhochschule Dortmund,
- Christin Schäfer, Gründerin und Geschäftsführerin einer Firma für Datenanalyse
- Rolf Schwartmann, Leiter der Forschungsstelle für Medienrecht, Technische Hochschule Köln
- Judith Simon, Professorin für Ethik in der Informationstechnik, Universität Hamburg
- Ulrich Kelber, Bundesdatenschutzbeauftragter (Mitglied seit Anfang 2019)[5]
- Wolfgang Wahlster, Professor für Informatik, Universität des Saarlandes
- Christiane Wendehorst (Co-Sprecherin), Rechtswissenschaftlerin, Universität Wien
- Thomas Wischmeyer, Recht der Digitalisierung, Universität Bielefeld
- Christiane Woopen (Co-Sprecherin), Medizinethikerin, Universität Bonn

## Tagungen
Die Datenethikkommission tagt in der Regel nicht-öffentlich in monatlichen Sitzungen im Bundesministerium der Justiz und für Verbraucherschutz oder im Bundesministerium des Innern, für Bau und Heimat. Eine Einbeziehung der Öffentlichkeit ist im Rahmen von öffentlichen Tagungen vorgesehen. Öffentliche Tagungen fanden am 7. Februar und am 9. Mai 2019 statt.

## Zwischenergebnisse
Im Herbst 2018 hat die Datenethikkommission Empfehlungen für die Strategie Künstliche Intelligenz der Bundesregierung und für eine partizipative Entwicklung der elektronischen Patientenakte (ePA) vorgelegt. Auf der Re:publica im Mai 2019 berichteten die beiden Vorsitzenden der Datenethikkommission über ihre Arbeit und die Datenpolitik der Zukunft.

## Abschlussgutachten
Am 23. Oktober 2019 hat die Datenethikkommission zum Abschluss ihrer Arbeit ein umfassendes Gutachten vorgelegt, über das in der Presse berichtet wurde.

### Leitgedanken
- Menschenzentrierte und wertorientierte Gestaltung von Technologie
- Förderung digitaler Kompetenzen und kritischer Reflexion in der digitalen Welt
- Stärkung des Schutzes von persönlicher Freiheit, Selbstbestimmung und Integrität
- Förderung verantwortungsvoller und gemeinwohlverträglicher Datennutzungen
- Risikoadaptierte Regulierung und wirksame Kontrolle algorithmischen Systeme
- Wahrung und Förderung von Demokratie und gesellschaftlichem Zusammenhalt
- Ausrichtung digitaler Strategien an Zielen der Nachhaltigkeit
- Stärkung der digitalen Souveränität Deutschlands und Europas

### Empfehlungen
Die DEK gibt insgesamt 75 Empfehlungen zur Datennutzung (Rechte und Pflichten) sowie zur Gestaltung und Regulierung algorithmischer Systeme.
Der Verbraucherzentrale Bundesverband bewertet regelmäßig die Umsetzung der zehn wichtigsten Empfehlungen der Datenethikkommission aus Verbrauchersicht.

### Reaktionen
Die Reaktionen von Verbänden und aus der Politik reichen von "überfälliger Wegweiser" für die einen bis zu "Innovationsbremse" für die anderen.

## Weitere digitalpolitische Gremien
Neben der Datenethikkommission sind im Jahr 2018 weitere netzpolitische Gremien eingesetzt bzw. politische Absichtserklärungen abgegeben worden:
- Im Juni 2018 wurde die Enquete-Kommission Künstliche Intelligenz des Bundestages eingesetzt.[24]
- Im Juli 2018 wurden die Eckpunkte für den Umgang mit sogenannter Künstlicher Intelligenz angekündigt. Die Bundesregierung verfolgt demnach eine sogenannte KI-Strategie.[25] Dabei sollen die Ergebnisse der auf ein Jahr angelegten Arbeit der Datenethikkommission berücksichtigt werden.[26]
- Im August 2018 wurde auf Bundesebene ein Digitalrat eingesetzt.
- Ebenfalls im August 2018 hat die hessische Landesregierung einen sogenannten Rat für Digitalethik eingesetzt.